# Xylota bicolor
Xylota bicolor är en tvåvingeart som beskrevs av Friedrich Hermann Loew 1864. Xylota bicolor ingår i släktet vedblomflugor, och familjen blomflugor. Inga underarter finns listade i Catalogue of Life.